# 箱崎商店街
箱崎商店街（はこざきしょうてんがい）は、福岡県福岡市東区箱崎に所在する商店街である。

## 立地・由来・歴史
箱崎商店街は旧唐津街道の県道福岡直方線を中心としている。箱崎商店連合会の加盟店舗は福岡市地下鉄箱崎線箱崎九大前駅周辺、箱崎宮前駅周辺、九州旅客鉄道（JR九州）鹿児島本線箱崎駅周辺、および箱崎駅東側の宇美川以東のエリアに広がっている。
このエリアは、921年（延喜21年）の創建と言われている筥崎宮の門前町として、 参道から交差する唐津街道の宿場町・箱崎宿として、粕屋郡の中心地として1000年以上の歴史を持っている。
九州大学が1911年（明治44年）に創立してからは、学生街として下宿や学生向けの食堂などとともに発展してきた。箱崎町が福岡市と合併したのが1940年（昭和15年）。福博電気軌道の開通（1910年）と廃止(1979年）、福岡市地下鉄箱崎線の開業（1986年）、JR箱崎駅の移転（2002年）、高架化（2004年）等々、まちのかたちの変遷がある。

### 筥崎宮との関係
箱崎商店街は、宇佐神宮、石清水八幡宮とともに日本三代八幡宮に数えられ、筥崎八幡宮とも称される国重要文化財の筥崎宮を中心に発展した。筥崎宮があった箱崎の町一帯は、箱崎千軒や箱崎宿といわれた宿場町として栄えていた。また、九州の諸大名の多くが通行する長崎街道が開通する以前は、箱崎を通って通行しており、箱崎宿を訪れる人は多かった。

### 箱崎宿との関係

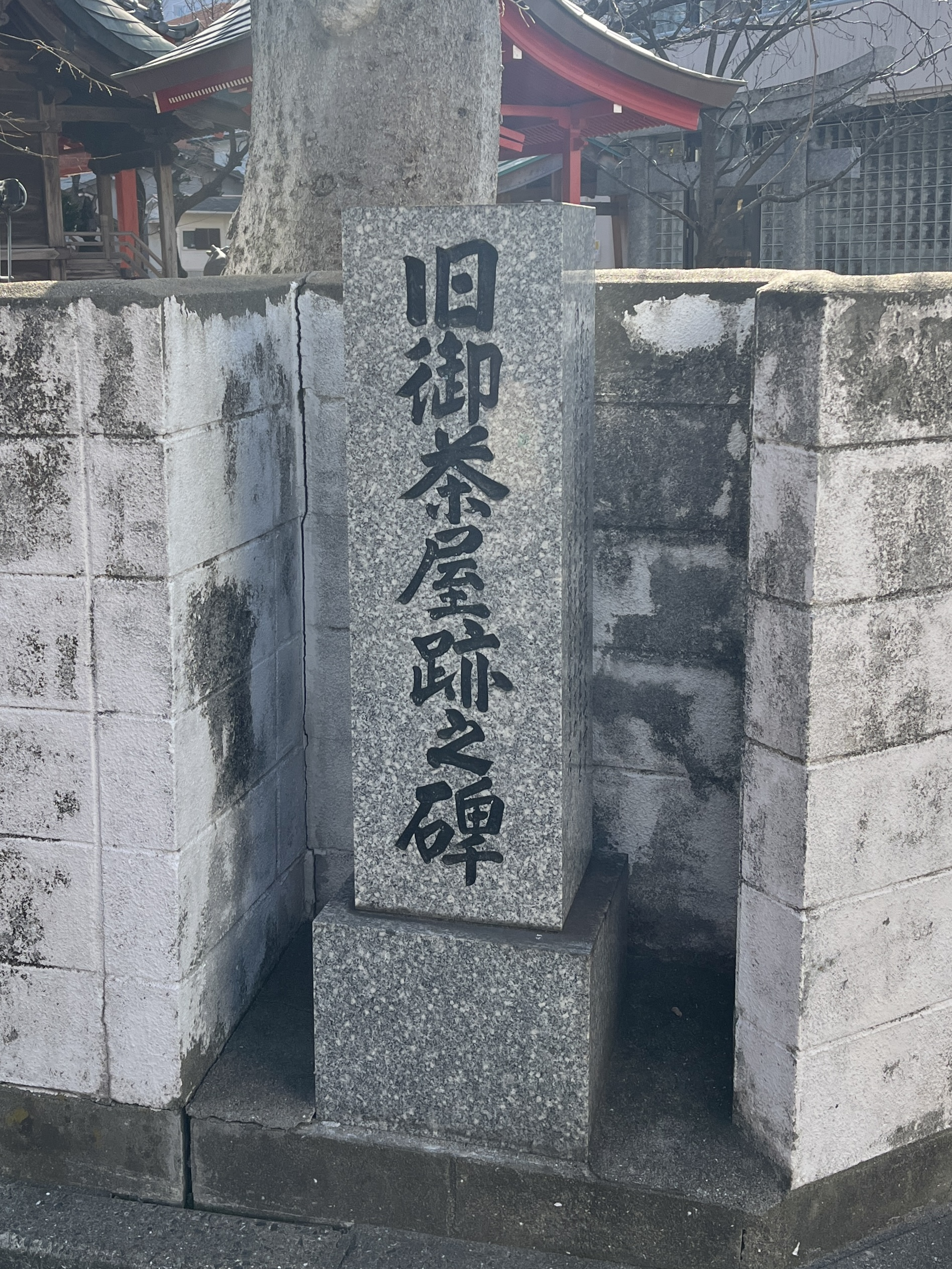
旧御茶屋跡之碑

箱崎商店街周辺には「旧御茶屋跡之碑」をはじめとした史跡や、昔の面影を今に伝える町家が多く残っている。箱崎宿は、江戸期において、主に唐津藩と福岡藩の参勤交代時に立ち寄る宿場町の一つであり、博多宿と青柳宿の間に位置する。当時の箱崎宿には、人足と馬を常備する問屋場や宿泊施設である旅籠がおかれ、福岡藩主は別邸の箱崎御茶屋にて旅装束に改めて江戸を目指した。
1825年（文政8年）、薩摩藩主島津斉興がそれまで通行していた長崎街道ではなく、二日市～博多～箱崎～青柳～赤間のいわゆる内宿通りを通行してからは、九州の諸大名が長崎街道を通らずに唐津街道を通行することが定着した。やがて、箱崎御茶屋は幕府の公用にも利用されるようになり、勝海舟やトーマス・グラバーが宿泊した記録も残っている。

### 唐津街道との関係

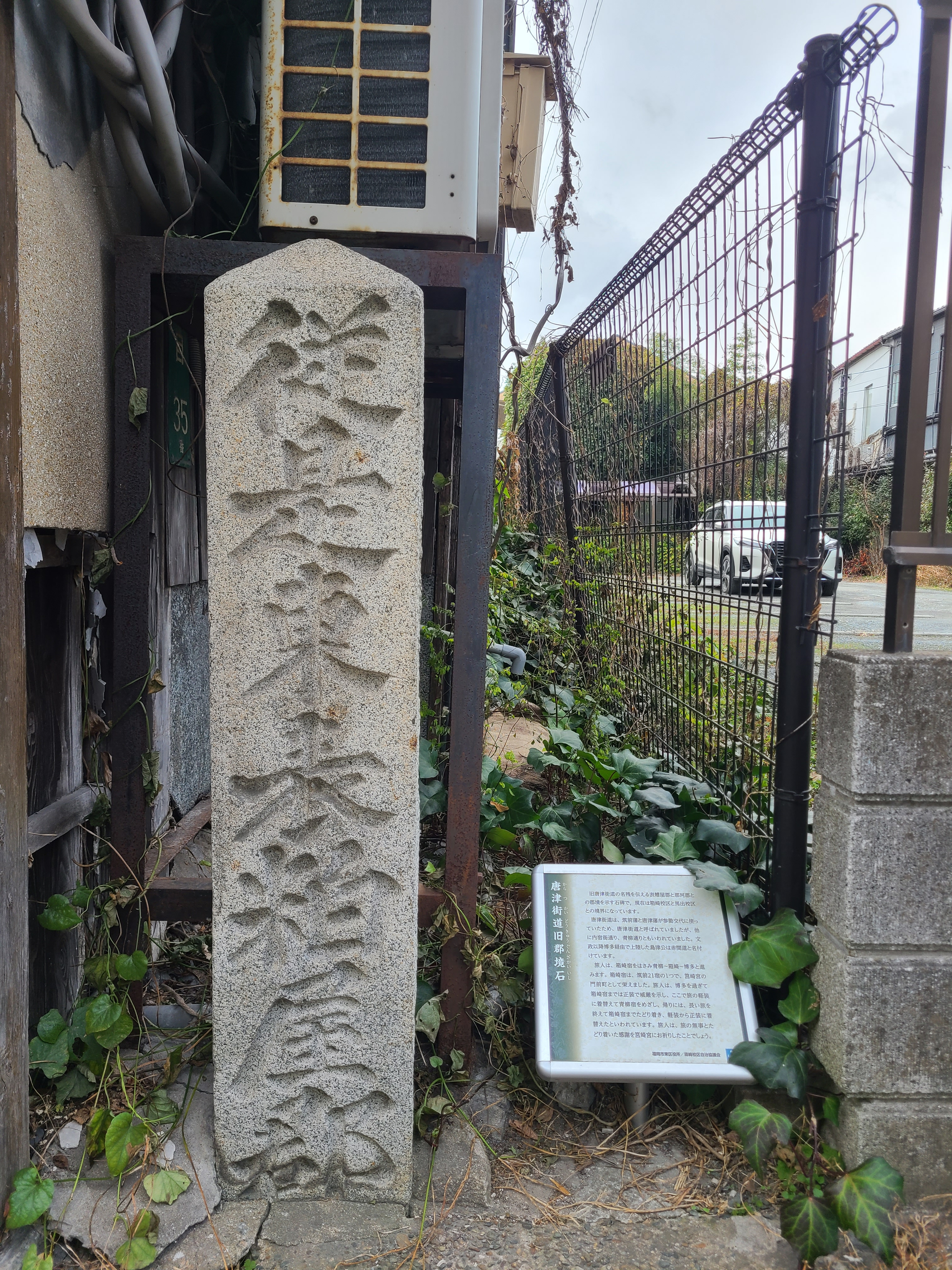
唐津街道旧郡境石

豊前小倉（北九州）から肥前唐津城下（唐津市）へ至る唐津街道には「筑前二十一宿」と呼ばれる宿場があり、箱崎宿はその１つ。博多宿と青柳宿の間に位置する。現在の箱崎校区と馬出校区との境界には、旧唐津街道の表糟屋郡と那珂郡との郡境を示す「唐津街道旧郡境石」がある。

### 日宋貿易と箱崎
遣唐使が廃止されてからは盛んになり、博多はその窓口として、多くの宋人がやってきて大唐街というチャイナタウンを形成する。箱崎にも多くの宋人が集まり、交易の中心は博多だけでなく、筥崎宮を舞台に行われていた。

### 路面電車
1910年（明治43年）3月9日に福博電気軌道が千代村の「大学前」電停から荒戸町黒門橋そばの「西公園」電停までの5.54kmの区間と上呉服町の「呉服町」電停から馬場新町の「停車場」電停までの0.86kmで営業を開始した。1921年（大正10年）6月5日に「大学前」電停から「網屋町」までの区間が延伸開業された際に「箱崎」電停が設置された。
その後、1942年（昭和17年）に西日本鉄道（西鉄）が発足して福岡市内の路面電車は西鉄による運営（通称福岡市内線）となり、この区間を含む、「九大前」から「天神」・「西新」を経て「姪の浜」までの区間は「貫線」となった。貫線は1975年（昭和50年）11月2日に廃線となっている。

## 商店街の取り組み
高度成長期に伴って本通りを中心に多くの商店で賑わったが、九大移転や商業地の郊外化も進み、商店街組合加盟店舗は30店を一時下回るようになった。世代交代や店の業態も新しくなってきたところで、さまざまな企画や施策によって、2025年現在では加盟店は100店舗を超える。さまざまなメディアにも取り上げられ、九州大学箱崎キャンパス跡地の再開発とともに、次の世代に向けた取り組みを継続している。
- ハコフェス - 放生会の期間に合わせて、筥崎宮を訪れる人々に箱崎の街にも来てもらえるよう、JR箱崎駅を中心とした様々な場所で、マルシェ、物販、アイドルイベント、音楽ライブ、アート展示、ダンスイベント、などを開催。箱崎商店街では放生会期間中、加盟店での提灯飾りなどが行われる[16][17]。

## 特徴的な店
- 大學湯 - 1932年（昭和7年）九州大学箱崎キャンパス近くで創業。当時は家庭内風呂が普及しておらず、下宿生や周辺住民にとって欠かせない場となっていた。しかしその後、家庭内風呂の普及や九州大学の伊都キャンパス移転、後継者の問題も重なり、2012年（平成24年）に廃業した。建物を地域の交流拠点として再活用の道を探る中で、アート作品の展示などを開催し、活用している。2024年（令和6年）11月22日に国の文化審議会文化財分科会において答申され、国の有形文化財として登録される見通し。福岡市で銭湯建築が有形文化財に登録されるのは初である[18][19]。
- 箱崎水族館喫茶室 - 2009年（平成21年）オープンのカフェ。楽器練習からミニライブ、ワークショップから講演会など多目的に利用できる貸しホールを持つ。店主・花田典子の曽祖父は、1910年(明治43年)から1935年(昭和10年)まで実際に存在していた「箱崎水族館」の館長を務めていた[20][21]。
- 自然薯料理 筥崎とろろ 本店 - 1915年（大正4年）に建てられた築100年を超える二階建ての町屋で、「旧柴田家住宅主屋」として2023年に国の登録有形文化財（建造物）に登録された。筥崎宮から徒歩６分ほどの旧唐津街道沿いにある[22][23]。
- ナガタパン 箱崎店 - 1972年（昭和47年）創業。筥崎宮のそばにある築70年以上の古民家を改装したパン屋[24][25]。
- 筥崎 鳩太郎商店 - 2016年（平成28年）オープン。新たに設計された長屋風の造りの店[26][27]。
- 天井桟敷 - 築150年以上の商家を改装したイタリアン・レストラン[28][29]。
- はんのひでしま - 「日本一の品ぞろえ」と言われる、11万種類以上のはんこを取り扱う印章店[30]。